# Aloi de Montbrai

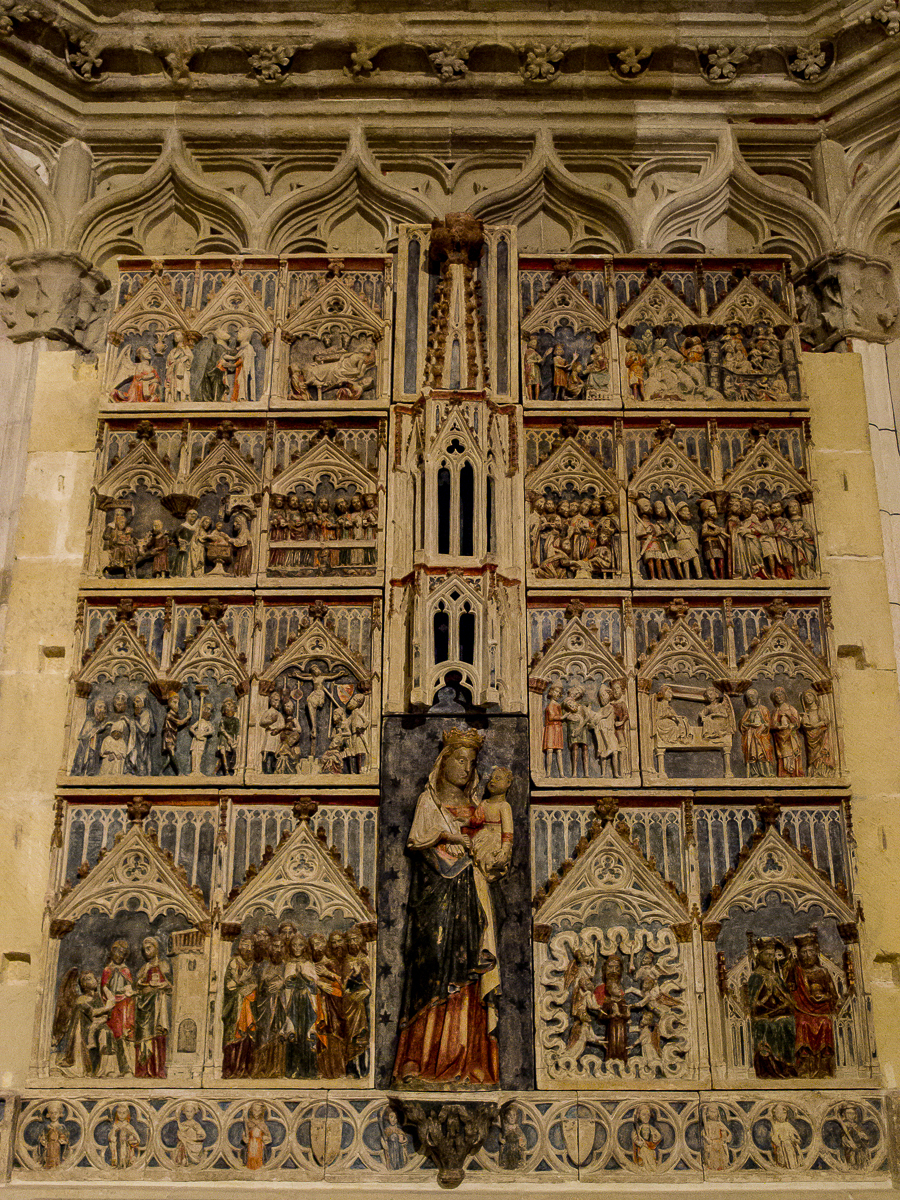
Das aus Alabaster geschnitzte Altarbild von Aloi de Montbrai in der Kapelle der Schneider der Kathedrale von Tarragona

Aloi de Montbrai (auch Meister Aloi oder Meister Eloi, * 14. Jahrhundert; † 14. Jahrhundert) war ein katalanischer Bildhauer der Gotik wahrscheinlich französisch-normandischen Ursprungs. Als Künstler arbeitete er für die Krone von Aragon und Katalonien.

## Leben und Werk
Aloi de Montbrai wirkte Mitte des 14. Jahrhunderts. Pere el Cerimoniós (Peter der Feierliche, Peter IV. von Aragon), der König von Aragon, beauftragte ihn mit der künstlerischen Gestaltung der Innenräume des königlichen Palastes von Barcelona und der Ausführung des Sarges der Königinmutter Teresa d’Entença in der Kirche der Kleinen Brüder in Lleida. Zwischen 1349 und 1359 schuf er die Grabanlage für Pere el Cerimoniós und seine drei Frauen in Kloster Poblet. Letztgenannte Anlage schuf er zusammen mit dem Bildhauer Jaume Cascalls. 1351 beauftragte Pere el Cerimoniós die Schnitzereien am Bischofsstuhl der Kathedrale von Girona. Ab 1356 lebte Aloi de Montbrai in Tarragona, wo er das Altarbild der Schneiderkapelle in der Kathedrale in einer sehr originell-rudimentären Technik ausführte.